# بریم (آبادان)
بـِرِیم نام یکی از محلات سرسبز شهر آبادان در استان خوزستان در کشور ایران است. این محله از محله‌های قدیمی متعلق به کارمندان عالی‌رتبه شرکت نفت ایران بوده است و اصطلاحاً به اعیان نشین معروف بوده است.

## نام
درباره ریشهٔ نام آن سه گفته وجود دارد:
- اینکه این نام کوتاه شدهٔ نام فردی به نام ابوابراهیم است که با طایفه‌اش در این محل زندگی می‌کرده است.
- اینکه بخاطر وجود نخلستان‌های گسترده در قدیم در این محل، نام آن از خرمای بریمی گرفته شده است. هرچند نخلستانهای باقیمانده در دهکده بریم بیشتر از نوع خرمای گنطار هستند.
- برخی بریم را نام یک مهندس انگلیسی دانسته‌اند.
- همچین نقل است که این کلمه از کلمه انگلیسی BRIME به معنی حاشیه، کنار و لبه (که همان حاشیه رود اروندرود که محله بریم در کنار آن احداث شده است)گرفته شده است.

## شرایط
بریم امروزی کوچک‌تر از مرزبندی کهن بریم است.در مرزبندی پیشین بخش بزرگی از مرکز کنونی شهر آبادان بخشی از بریم شمرده می‌شد.امروزه بریم در میان ساختمان پالایشگاه نفت آبادان، پتروشیمی آبادان، و محله‌های هلال بریم و دهکده بریم مرزبندی شده است.شیوه ساخت خانه‌های ویلایی آن و سرسبزی و دیوارهای سبز از جنس شمشاد و مورد این کوی را زیباترین و خوش آب و هواترین بخش آبادان ساخته است.بزرگ‌ترین و زیباترین هتلهای آبادان یعنی هتل کاروانسرا و هتل آزادی (پارسیان) در این بخشند.این کوی نیز مانند بسیاری دیگر از جاهای آبادان هنوز به درستی بازسازی نشده و نشانه‌هایی از جنگ و ویرانی در آن دیده می‌شود. 
بریم و بوارده در زمان پهلوی از محلات خارجی‌نشین، مدرن و پولدارتر شهر آبادان بودند.
همچنین تمامی نیازهای شهرک نشینی در طراحی این منطقه لحاظ شده است مانند مدرسه ها، فروشگاهها، باشگاهها و ... .
نخستین کارخانه تهویه مطبوع کشور (و شاید منطقه) در این مکان برپای بود که هوای خنک آن از طریق کانال های زیرزمینی به خانه‌ها انتقال می یافت (کولر مجزا به صورت امروزی وجود نداشته). این کارخانه در حال حاضر تغییر کاربری داده و یک مکان ورزشی است.

## در ادبیات
- زویا پیرزاد در رمان چراغ‌ها را من خاموش می‌کنم که در دهه ۱۳۴۰ در محله بوارده شمالی در آبادان روی می‌دهد، به محله بریم هم اشاره کرده است.
- رمان باده کهن نوشته اسماعیل فصیح در آبادان و محله بریم در دهه ۱۳۷۰ می‌گذرد.